# 엄호성
엄호성(嚴虎聲, 1955년 10월 23일~)은 대한민국의 변호사, 정치인이다. 제16·17대 국회의원을 지냈다.

## 학력
- 진해 대야초등학교 졸업
- 진해중학교 졸업
- 경남고등학교 졸업
- 서울대학교 지리교육학 학사
- 서울대학교 행정대학원 (석사과정 수료)

## 경력
- 제22회 행정고시
- 제24회 사법시험 합격
- 부산 해운대, 서울 청량리, 북부 경찰서 수사과장
- 서울지방경찰청 형사과 형사1계장(지능범죄수사전담), "범죄와의 전쟁" 수행
- 강원지방경찰청 수사과장
- 강원도 영월경찰서장
- 경찰청 특수수사과장
- 서울 중부경찰서장
- 변호사
- 국회 정무위, 운영위, 재경위, 예결특위 위원
- 국회 원내부총무, 인사청문특위 위원
- 한일의원연맹 위원, 한-EU의원 외교협의회 간사장
- 한나라당 총재특보, 전략기획 본부장
- 친박연대 최고위원
- 새누리당 특임촉탁위원
- 법률소비자연맹 공동대표, 마약범죄학회 고문
- 자유한국당 복당
- 법무법인 명재 고문변호사
- 국민의힘
- 대한민국헌정회 정책연구위원회 분과위원회 문화체육관광위원장
- 대한민국헌정회 문화체육관광위원회 위원장

## 역대 선거 결과
|  | 60.70% |

|  | 54.85% |

|  | 37.14% |

|  | 11.01% |